# Альтавилла-Силентина

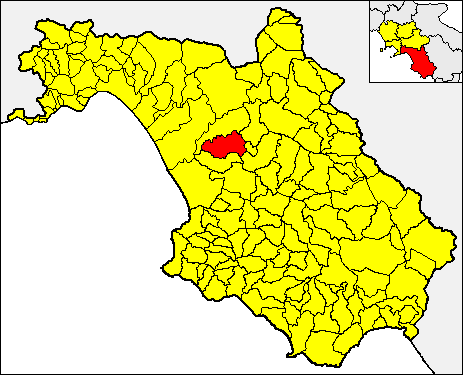
Расположение коммуны Альтавилла-Силентина в провинции Салерно

Альтавилла Силентина (итал. Altavilla Silentina) — город в Италии, расположен в области Кампания, подчинён административному центру Салерно.
Покровителем города считается святой Эгидий. Праздник города ежегодно празднуется 1 сентября.

## История
Эти места являются обитаемыми с доисторических времён. Неподалёку от Альтавилла-Силентины находится место последней битвы восставших рабов Спартака с силами Помпея; это место за рекой Селе так и называется: Помпео.
История нынешней деревни Альтавилла начинается с XI века, когда норманнами было построено поселение в форме треугольника. Основателем деревни считается Роберт Гвискар из рода Готвиль; по-итальянски название рода пишется именно «Альтавилла». В связи с тем, что в Италии есть пять деревень с таким названием, то для отличия от других её называли «Альтавилла-дель-Чиленто», потом «Альтавилла-ди-Капаччо», а в 1862 году было окончательно утверждено название «Альтавилла-Силентина» (так как она расположена между реками Селе и Аленто; слово «Чиленто»/«Силентина» означает «по эту сторону от Аленто»).
В связи с тем, что местные бароны принимали участие в заговоре против императора Фридриха II, в 1246 году деревня была сожжена дотла; по воле императора были сохранены замок и церковь. Впоследствии город был отстроен заново — на этот раз, в форме четырёхугольника.
В середине XIV века город получил в подарок от неаполитанского короля Карл ди Дураццо, который некоторое время спустя сам сел на неаполитанский трон под именем Карла III.
В 1799 году под влиянием Французской революции в Альтавилле была провозглашена республика; альтавильские якобинцы встали на сторону Партенопейской республики, а на главной площади города было посажено Дерево свободы. Санфедисты из соседнего Эболи решили подавить восстание, и жители Альтавиллы в отчаянии прибегли к помощи святого Антония Падуанского, статую которого поместили на площади. Санфедисты решили выстрелить туда из пушки, но пушка взорвалась. С тех пор каждый год в Альтавилле 13 июня проходит процессия святого Антония Падуанского.